# Andreu Canals i Tirado
Andreu Canals i TIrado (Caldes de Montbui, 31 de gener de 1912 - 1 de juliol de 2007) pagès d'ofici i poeta per vocació.

## Biografia[calcitació]

### Vida
Fou el mitjà de tres germans. Provinent d'una família republicana dedicats a la pagesia de Caldes de Montbui.
Durant els anys d'escolarització fou un alumne atent i aplicat, l'assignatura que més li agradava era matemàtiques, però la seva gran afició fou llegir. A casa sempre havien tingut els setmanaris infantils En Patufet i el Tebeo, lectures que van deixar petjada en el seu caràcter i en la seva personalitat.
Des de ben jove va deixar l'escola i es va posar a treballar de pagès perquè al seu pare li faltava un braç com a conseqüència d'un accident que va patir durant la seva joventut. Va formar part de la Coral del Centre i era de la junta de l'entitat on els joves tenien formada una empresa de ball. Fou a l'empresa de ball on va conèixer la que fou, anys més tard, la seva esposa, la Montserrat Riba, una de les moltes noies que freqüentaven el ball.
Els vint-i-un anys va fer el servei militar obligatori, corresponia a la lleva de l'any 33. Va ingressar en el Regiment de cavalleria Dragones de Montaña nº 10, assentat a Barcelona. En aquells anys només es feia un any de servei militar.
Tanmateix es vivien moments polítics i socials molt convulsos i va esclatar la Guerra Civil, va esperar a que el cridessin a files per les lleves. El mateix temps va formar part d'una comissió que administrava una Associació d'Ajut, que es va fer càrrec del sosteniment de 170 criatures que destinaren a Caldes, hostatjades en el balneari Rius, procedents d'un orfenat de Madrid. El destinaren a la cavalleria i el van enviar al front d'Aragó, on l'any 1938 el seu germà Carles morí a la batalla de l'Ebre víctima de les ferides ocasionades durant la batalla. A principis d'agost d'aquell mateix any (sense saber que el seu germà havia mort el front, ja que amb prou feines passaren quinze dies), es va casar amb la seva promesa, la Montserrat a Verdú d'on ella, n'era filla. Un cop casat, es va veure obligat a tornar el front, on el van fer presoner i el van castigar pres durant un any i mig pel "Movimiento Nacional" (mig any en un camp de concentració i un any complet en un batalló de treballadors). Va sortir en llibertat quan es van dissoldre els batallons de càstig.
Van estar-se un any i escaig a casa de la família Canals, durant aquell temps, van aprofitar per anar organitzant les coses per a preparar casa seva. Finalment aconseguiren una casa que tenia adossada dos magatzems, de mides regulars, als suburbis del poble per entrar-hi a viure. L'Andreu i la Montserrat es van entregar a l'empresa familiar amb voluntat i esforç i van començar a fer de pagesos.
L'any 1942 va néixer la seva filla, Carme. Totes les terres que conreaven eren de lloguer. Amb el naixement de la seva filla no tenien suficient per poder-se defensar únicament de la pagesia i van decidir agafar l'empresa de neteja del poble, la qual, en aquell moment, es posava a subhasta. Per altra banda, la seva esposa va organitzar a casa seva una petita granja d'aviram i conills.
Degut a la inflació que va provocar la progressiva evolució del país, i l'arribada massiva d'immigrants provinents d'Andalusia i Extremadura, van plegar de portar i gestionar l'empresa de neteja del poble. Tot i la situació de postguerra que es vivia la família Canals Riba va poder-se en sortir bé gràcies a que els productes de la terra asseguraven la subsistència, que era el més important.
Durant molts anys, només freqüentaven els familiars i amb els que la feina ocasionava. Gairebé no anaven en locals públics per no trobar-se amb gent no desitjada.
El 1977 va arribar la Transició, la qual ja es notava feia alguns anys. A mitjans dels anys 60 Canals i Tirado va formar part de la junta del Setmanari Montbui durant tretze anys. També hi va col·laborar amb algun o altre article. També va formar part de la comissió de rehabilitació del local del Centre Democràtic i Progressista i va exercir durant sis anys de president. Així com, va formar part de la comissió del Sindicat Agrícola.

### La seva afició a l'escriptura i a la poesia
Tot i anar a l'escola en l'època de la Dictadura de Primo de Ribera va tenir mestres que li van inculcar el sentiment català i l'amor per l'escriptura a través de llibres com "El tresor dels pobres", "La Garba", "En Patufet"...
Entre la joventut del poble es publicava el butlletí "L'Esbarjo" on també hi va col·laborar a través d'algun text. Amb aquest butlletí comença a sortir publicat algun dels seus texts. Evidentment, dedicà escrits d'amor a la seva promesa quan es van conèixer i que ella va guardar amb molt d'afecte. Més tard a la guerra, va escriure cartes on explicava els seus sentiments igual que les que va escriure durant l'època de presoner al camp de concentració, on va escriure set o vuit poesies les quals llegia durant la seva estança.
Tots els textos i poesies elaborades expressaven sentiments i impressions i el mateix temps reflectien les vivències durant la guerra.
L'any 1936, va començar a publicar a la revista setmanal La Tortuga, una selecció d'esbossos biogràfics de persones de Caldes sota el títol Calderins honorables. També va començar a col·laborar amb el Butlletí informatiu bianual de la Residència d'Avis. Tot i que, no va ser, fins a l'any 1988 que va sortir publicat el seu primer llibre.

### Any Canals
L'any 2017, Caldes de Montbui proclama l'Any Canals en homenatge al desè aniversari de la mort de l'escriptor Andreu Canals i Tirado, en el qual es realitzen una sèrie d'activitats per homenatjar la seva figura.

## Publicacions
- Sentiments i impressions d'un combatent. 1987. (Llibre de poemes)
- Descripcions d'ambient rural a Caldes. 1988
- Vida i afeccions del nostre poble]. 1989. (Llibre de poemes)[2]
- Cordialitats i gentileses. 1990. (Llibre de poemes)
- Quatre amors. 1991 (Llibre de poemes que fa referència a la família, la Pàtria, la natura i la poesia)
- Esdeveniments de la nostra comunitat. 1992
- Batecs del cor d'un poble. 1993
- Monòlegs composts amb refranys. 1995
- Espigolant per diferents paratges. 1997. (Llibre de poemes)
- Escenes emotives i guspires culturals. 2000
- Opinions clares i definides. 2002. (Llibre de poemes)
- Memòries del curs de la meva vida. 2003
- Sentiment de Pàtria. 2006
- Els arbres poetitzats. 2008